# 貫井英明
貫井 英明（ぬくい ひであき、1941年 - ）は、日本の医師、研究者。元山梨大学学長。

## 経歴
1941年に埼玉県で生まれる。埼玉県立熊谷高等学校を経て1966年、群馬大学医学部医学科卒業。1984年に山梨医科大学脳神経外科を開講し初代教授となる。2002年、山梨大学との統合により山梨大学脳神経外科初代教授となる。2004年10月から2009年3月まで山梨大学学長を務める。現在は名誉教授。

## 受賞
2017年の春に瑞宝重光章を受章する。
2020年に齋藤眞賞社会賞を受賞する。